# 刺激賽車
《刺激賽車》是由世嘉AM3開發、世嘉發行的竞速游戏。街机版本最早於1990年10月3日在日本的「日本娛樂機器工業協會」（日本アミュ一ズメントマシン協会，JAMMA）展覽上首次推出，並於1991年2月26日在全球發行，世嘉土星移植版之後於1994年以《飆風追逐》之名發行。1991年，世嘉還推出了一款類似《刺激賽車》的雙人大型機台遊戲，名為《極速賽車》。
《刺激賽車》採用世嘉System 32電玩基板，是世嘉第一部32位元遊戲。遊戲中的汽車倒後鏡懸掛有刺猬索尼克樣式的吊飾，這是該角色首次亮相；八個月後（日本地區為九個月後），索尼克才於同名遊戲正式登場。遊戲評價褒貶不一，部分人稱讚遊戲3D視覺效果，但也有觀點批評遊戲性不足。

## 遊戲玩法及開發過程

《刺激賽車》遊戲截圖，顯示了32位元的精靈圖。遊戲中的汽車倒後鏡上懸掛有刺猬索尼克樣式的吊飾，這正是索尼克的第一次出現。

與世嘉另一款競速遊戲《超越》類似，玩家在《刺激賽車》中同其他選手競賽駕車橫穿美國。玩家飆車時必須避開警車。賽道特定地點有分叉口，玩家可跳過部分比賽路段。遊戲中的天氣及時間會變化，玩家可按情況打開雨刮器或車頭大燈。汽車倒後鏡上的吊飾是刺猬索尼克。這是刺猬索尼克第一次登場，較同名於北美Sega Genesis首先發行的遊戲《刺猬索尼克》還早八個月。由Sonic Team（當時稱為世嘉R&D 9）希望大眾見到他們的新角色，故同意刺猬索尼克於《刺激賽車》中先行登場。
曾開發《超越》的铃木裕及世嘉AM2團隊製定了《刺激賽車》的玩法公式，並通常被視爲《刺激賽車》開發者；但铃木裕並沒有將《刺激賽車》納入他的官方作品中。瑪麗華盛頓大學副教授扎克·惠倫（Zach Whalen）於遊戲原始碼中找到一段文字，這暗示世嘉AM3才是《刺激賽車》的真正開發者。世嘉AM3的負責人小口久雄1991年接受採訪時，提到了世嘉AM3團隊開發《刺激賽車》的過程。當時設計街機櫃的世嘉AM4團隊也參與了製作，他們設計了可左右傾斜的豪華街機櫃，以及可點亮的制動燈；本作亦有以直立框體形式推出。《刺激賽車》是世嘉首款使用世嘉 System 32街机主板的遊戲；這是世嘉最後使用精灵图的主機板，後續主機板改用3D多邊形顯示图形。遊戲發行前一個月，曾於英國國際娛樂展初次公演。1991年2月街機版本正式在全球發行。同年某一場日本展覽上，世嘉曾在R360遊戲櫃進行《刺激賽車》的遊戲操作演示，不過現今沒有相關版本記錄。1991至1992年間，世嘉將《刺激賽車》修改後，推出可兩人遊戲的《極速賽車》。《極速賽車》以兩座街機遊戲櫃運行。
1994年，世嘉將遊戲移植至世嘉土星，並以《飆風追逐》爲名於12月2日發行。因Mega Drive硬件不足以遊玩《刺激賽車》，世嘉才於數年後將之移植於次世代遊戲機世嘉土星。《飆風追逐》由曾開發《飛龍騎士系列》的近藤智弘執導，並由曾負責設計《忍者的複仇》的湯田高志設計。而移植至世嘉土星後，賽車又改用3D多邊形图形，棄用精灵图。

## 評價與影響
| 媒体               | 得分         |
| ------------------ | ------------ |
| Consoles +         | 85%（土星）  |
| Joypad             | 35%（土星）  |
| Fami通             | 土星：24/40  |
| Sinclair User      | 74/100       |
| Beep! MegaDrive    | [ 13 ]       |
| Mean Machines Sega | 土星：35/100 |

《刺激賽車》發行之时，畫面普遍獲好評，游戏性则受到批評。英國遊戲雜誌《Sinclair User》表示世嘉専注於研究遊戲技術但忘記遊戲性。評論員約翰·庫克（John Cook）稱《刺激賽車》的遊戲玩法呆板單調，遊戲中除了盯著画面，幾乎沒有什麼可以做的。庫克亦在英國遊戲雜誌《The One》評論《刺激賽車》，他指世嘉这款游戏視覺效果驚人，但遊戲趣味及遊戲性嚴重欠缺。他建議以《GP騎士》取代之：部分人喜欢音色響亮、視效惊艳的《刺激賽車》，但資深遊戲迷仍會選擇《GP騎士》。另一家英國遊戲雜誌《電腦與電子遊戲》稱贊《刺激賽車》技術精湛、3D影像非常逼真，但批评其没有任何刺激且上癮的玩法。1991年3月，英國遊戲雜誌《Ace》测评称，游戏画面品质有余、趣味不足。而日本遊戲雜誌《Beep! MegaDrive》則讚揚了賽車在雨中使用雨刮器、夜間使用車頭大燈的設計。
而電子遊戲記者兼《世嘉街机革命，62款游戏之历史》（The Sega Arcade Revolution, A History in 62 Games）作者肯·霍羅威茨（Ken Horowitz）表示《刺激賽車》很難被公認為是一款有重大影響力的競速賽車遊戲，然而霍羅威茨認為《刺激賽車》仍值得被認可，它作為世嘉第一款32位賽車遊戲，更是刺猬索尼克第一次亮相。英國遊戲雜誌Retro Gamer記者馬丁·杜德（Martin Dodd）以《刺激賽車》的畫面質素與《Power Drift》相比，《刺激賽車》在當時作為32位的情況下已經非常不錯。
《飆風追逐》則完全獲得負面評價，霍羅威茨認為基於移植至世嘉土星背後有大量人才，玩家會期待《飆風追逐》是有史以來最好的賽車遊戲，唯事實並非如此。《電腦與電子遊戲》批評飆風追逐非常糟糕，不論是玩法以及視覺效果質素都很參差，並認為《飆風追逐》是為了配合世嘉土星的發行而倉促上架。

## 外部連結
- Killer List of Videogames上的《刺激賽車》
- 莫比游戏上的《刺激賽車》（英文）